# 2A3 Kondensator 2P
Die 2A3 Kondensator 2P (russisch 2А3 «Конденсатор» – Kondensator oder Kondensor) war eine Selbstfahrlafette aus sowjetischer Produktion mit dem Kaliber 406 mm. 2A3 ist die Bezeichnung gemäß dem GRAU-Index.

## Entwicklungsgeschichte
Gemäß dem Erlass des Ministerrats der UdSSR vom 18. November 1955 wurde mit der Entwicklung des selbstfahrenden Mörsers 2B1 „Oka“ und der Selbstfahrlafette 2A3 Kondensator 2P begonnen. Beide wurden als sowjetische Antwort auf das US-amerikanische 280-mm-Atomic Cannon M65 „Atomic Annie“ entwickelt, die Ende der 1950er-Jahre in Westdeutschland stationiert war.
Der Hauptzweck des Geschützes war die Zerstörung großer industrieller und militärischer Anlagen. Es konnten sowohl konventionelle als auch taktische nukleare Geschosse eingesetzt werden.
In der Entwurfsphase wurde das Artilleriesystem aus Gründen der Geheimhaltung als Kondensator 2P bezeichnet, erst später erhielt es vom Verteidigungsministerium der UdSSR den GRAU-Index 2A3. Der Prototyp der Selbstfahrlafette 2A3 (Objekt 271) wurde im Leningrader Kirowwerk gebaut und Anfang 1957 erfolgte die Erprobung auf dem zentralen Artillerieschießplatz bei Leningrad. Die Schießergebnisse waren allerdings sehr enttäuschend und eine Massenproduktion erfolgte nicht. Die vier bereits gefertigten Exemplare wurden im Jahr 1957 bei einer Militärparade in Moskau gezeigt. Im Jahr 1960 stoppten die Arbeiten an der 2A3.
Aufgrund der miserablen Schießtests stieg man auf Kurzstreckenraketensysteme wie das System 2K6 Luna um, die in puncto Zuverlässigkeit und Reichweite überlegen gewesen sind.
Ein Exemplar ist im Außenbereich des Zentralmuseums der russischen Streitkräfte in Moskau ausgestellt. Es ist mutmaßlich das einzige erhaltene Exemplar.

## Technik
Das Fahrgestell der 2A3 Kondensator 2P war von der Wanne des schweren Sowjetpanzers T-10M abgeleitet. Das Rollenlaufwerk besteht aus acht Doppellaufrollen pro Seite. Das Antriebsrad ist vorne und das Leitrad hinten. Am Fahrzeugheck befinden sich zwei hydraulisch absenkbare Erdsporne, welche die Rückstoßkraft des Geschützes beim Feuern in das Erdreich ableiten sollten.
Das 406,4-mm-Geschütz SM-54 sowie der Lademechanismus wurden vom Zentralen Konstruktionsbüro-34 (ZKB-34) unter der Leitung des Artilleriewaffenkonstrukteurs Ilja Iwanowitsch Iwanow entwickelt.
Das Ausrichten des Geschützes erfolgte in der Vertikalen hydraulisch und in der Horizontalen durch Drehung des gesamten Fahrzeuges, für eine exaktere horizontale Ausrichtung stand ein elektrisch betriebener Richtmechanismus zur Verfügung.
Die maximale Schussdistanz soll bei einem Geschossgewicht von 570 kg etwa 25.600 Meter betragen haben.
Während des Probeschießen zeigten sich mehrere Probleme, die man zwar versuchte im Nachgang zu beheben, aber ein zufriedenstellendes Ergebnis konnten nicht erreicht werden. Der Rückstoß der Waffe war so stark, dass das Fahrzeug beim Feuern mehrere Meter rückwärts rollte und beim Schießen mit einer Dummy-Atomgranate kam es zu beträchtlichen Schäden an der Geschützmechanik. Auch die geringe Feuerrate von bestenfalls einem Schuss in fünf Minuten ist sehr gering.